# Staurastrum sexcostatum
Staurastrum sexcostatum  là một loài Song tinh tảo trong họ Desmidiaceae, thuộc chi Staurastrum.